# موتيسية شوكية
موتيسية شوكية (الاسم العلمي: Mutisia spinosa) هو نوع نباتي يتبع جنس الموتيسية من فصيلة النجمية.